# Armin Baumert
Armin Baumert (* 20. April 1943 in Grünberg in Schlesien; † 22. Januar 2022 in Poing) war ein deutscher Sportfunktionär.

## Leben
Baumert war als Weitspringer aktiv. Er wurde 1963 Internationaler Britischer Hallenmeister, 1966 Deutscher Hallenmeister im Weitsprung. Im gleichen Jahr errang er bei den 1. Europäischen Hallenspielen mit dem neuen deutschen Rekord von 7,79 Metern die Silbermedaille. Er startete in seiner aktiven Zeit für den TSV Bayer 04 Leverkusen und wurde von Bert Sumser trainiert.
1971 schloss er sein Studium an der Deutschen Sporthochschule mit Diplom ab und unterrichtete in den folgenden Jahren als Sportlehrer. Von 1976 bis 1979 war er leitender Landestrainer im Berliner Leichtathletik-Verband, danach Honorartrainer im Deutschen Leichtathletik-Verband.
1987 übernahm er die Leitung des Olympiastützpunktes Berlin und von 1995 bis 2004 war er Leistungssportdirektor des Deutschen Sportbundes sowie des Bundesausschusses Leistungssport. Von Anfang 2007 bis März 2011 stand er als Vorsitzender der Nationalen Anti-Doping Agentur (NADA) vor.

## Ehrungen
- 2012: Verdienstkreuz am Bande der Bundesrepublik Deutschland „für seine Verdienste um einen humanen Leistungssport“.